# Teclado QWERTY

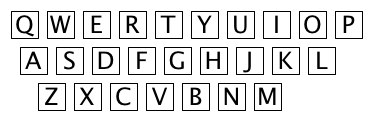
Teclado con diseño QWERTY

El teclado QWERTY es la distribución de teclado más común. Fue diseñado y patentado por Christopher Sholes en 1868, incluido en su máquina de escribir y vendido a Remington en 1873. Su nombre proviene de las primeras seis letras de su fila superior de teclas.
La distribución QWERTY se diseñó con el propósito de lograr que las personas escribieran más rápido distribuyendo las letras de tal forma que se pudieran usar las dos manos para escribir la mayoría de las palabras. Otro de los objetivos principales era separar las letras más usadas de la zona central del teclado, para evitar que se atascaran las máquinas de escribir de primera generación, y aunque hoy en día no es necesario, se sigue utilizando mayoritariamente esta distribución. Además de máquinas de escribir y ordenadores, el QWERTY actualmente se utiliza en teléfonos móviles, televisores inteligentes, cajeros automáticos y, en general, cualquier interfaz de texto. 
En este teclado, según la técnica de mecanografía más difundida, en posición de reposo, cuatro dedos de cada mano se colocan sobre la fila central de teclas. Para poder encontrar esta posición sin tener que mirar el teclado, las teclas correspondientes a los dedos índice de cada mano (F y J) suelen tener algún rasgo distintivo al tacto.
Esta disposición de teclado se llevó a las computadoras para desplazar más fácilmente a las máquinas de escribir en las oficinas. De esta forma, las personas encargadas de 'mecanografiar' documentos seguían sabiendo manejar los nuevos teclados informáticos.
El teclado QWERTY tiene versiones para diferentes lenguas. Hay países, como Alemania, que intercambian la tecla «Y» por la tecla «Z», con lo que se convierte en teclado QWERTZ. En Francia y Bélgica hay más cambios y las primeras seis teclas alfabéticas tienen la secuencia AZERTY. En la disposición española e hispanoamericana se incluye la letra «Ñ» justo a la derecha de la «L», en la portuguesa y en la española (para la lengua catalana) se incluye la «Ç» a la izquierda del enter. En Japón, usa caracteres kana, impresos a un lado de los caracteres latinos y números, pero algunos caracteres especiales fueron movidos respecto al teclado inglés.

## Teclado QWERTY
Teclado IBM PC/Compatible IBM PC/Microsoft Windows (distribución latinoamericana).